# نادي ترنانا
نادي ترنانا (بالإيطالية: Ternana Calcio)‏، نادي كرة قدم إيطالي يقع في مدينة تيرني في إيطاليا، تأسس عام 1925. في تاريخه، لعب تيرنانا مرتين في دوري الدرجة الأولى الٳيطالي (مواسم 1972-73 و1974-75) و27 مرة في دوري الدرجة الثانية. ويلعب النادي حاليًا في الدوري الإيطالي الدرجة الثالثة. ويعتبر أول فريق من أومبريا يصل إلى دوري الدرجة الأولى، يعرف نادي تيرنانا منافسة محلية مع فريق بيروجيا ويلعب مبارياته على أرضه في ملعب ليبيراتي الحر.

## تاريخ

### النشأة المبكرة
ولدت كرة القدم في تيرني في أوائل القرن العشرين ، عندما اجتمعت مجموعة من الطلاب الشباب أسبوعياً لتحدي بعض الفرق من منطقة أمبرين النائية. تم إنشاء شركة ، وليست تابعة للاتحاد الإيطالي لكرة القدم ، ويتم لعبها دون وضع تقويمات أو برامج .حيث اعتمد اللاعبون الذين هم الرياضيون في صالة غاريبالدي الرياضية المحلية هذه الموضة الجديدة تاركين أدواتهم ومكرسين أنفسهم لهذه الموضة الجديدة. نستذكر منهم فيليبو مانجيافيكي وإميليانو أباتي ، اللذين سيكونان بعد سنوات من بين المروجين لميلاد شركة حقيقية ، والتي تم إنشاؤها ولكن في عام 1915.
لكن خلال الحرب العالمية الأولى ، توقفت إمكانية ممارسة هذه الرياضة الجديدة ، لتستأنف فور انتهاء الأعمال العدائية. و قد كان الشغف عظيمًا للغاية ، حيث ولد فريقان: اتحاد كرة القدم ترنانا في عام 1918 ونادي كرة القدم تيرني في عام 1920 ، والذي يتبنى لأول مرة قمصانًا مخططة باللونين الأحمر. 

### التأسيس
تأسس النادي في عام 1925 باسم "Terni F.B.C" بعد الاندماج بين نادي تيرني لكرة القدم و الٳتحاد الرياضي ترنانا، ووصل إلى القسم الثاني في عام 1926 والقسم الأول (المعروف حاليًا باسم الدوري الإيطالي الدرجة الثانية) بعد عام واحد فقط. ومع ذلك، توقف النادي بسبب الصعوبات المالية التي واجهها، وأعيد تأسيسه في عام 1929 باسم الٳتحاد الفاشي ترنانا. وجمدت أنشطة النادي مرة أخرى في عام 1933، وعاد النادي إلى اللعب في كرة القدم في عام 1935 تحت اسم نادي ماريو أومبرتو بورزاتشيني الرياضي، على ٳسم سائق سيارات السباق وأحد مواطني تيرني الذي توفي في عام 1933 بجولة مونزا الكبرى.
بعد الحرب العالمية الثانية، استؤنفت كرة القدم في إيطاليا ولعب نادي تيرنانا في دوري الدرجة الثانية، لكنه فقد مقعده في نفس الموسم و نزل ٳلى دوري الدرجة الثالثة. وٳستمرت النتائج السلبية في السنوات الموالية ٳلى أن أصبح النادي يمارس في القسم الإقليمي لتيرنانا، قبل أن يعود إلى الدرجة الرابعة في عام 1955، ثم إلى دوري الدرجة الثالثة عام 1964، ودوري الدرجة الثانية عام 1968. وفي عام 1972، فاز ترنانا أخيرًا بالدوري الدرجة الثانية ووصل إلى دوري الدرجة الأولى للمرة الأولى. ومع ذلك، هبط النادي على الفور في ظهوره الأول في الدرجة الأولى، بحيث حقق ثلاثة انتصارات فقط في ثلاثين مباراة. وفي 1974، مرة أخرى تمكن النادي من الوصول إلى أحد المراكز الثلاثة الأولى في الدرجة التانية، وفاز بالبطاقة الثانية المؤهلة إلى الدوري الممتاز. ولكن مرة أخرى تبع ذلك هبوط آخر، ليكون هاذين الموسمين الوحيدين الذين شارك فيهما نادي ترنانا في دوري الدرجة الأولى الٳيطالي.
لعب تيرنانا في دوري الدرجة الثانية من عام 1998 حتى عام 2006. وفي عام 2006، هبط النادي إلى دوري الدرجة الثالثة. وفي موسم 2010-11، هبط النادي إلى القسم التاني من دوري الدرجة الثالثة بعد ٳحتلاله للمراكز الأخيرة، ولكن تمت إعادة إدخاله لاحقًا إلى القسم الأول في 4 أغسطس 2011 لملء الأماكن الفارغة. لتمت ترقيته في العام الموالي من دوري الدرجة الثالثة إلى دوري الدرجة الثانية، والتي لعب فيها النادي لمدة 6 مواسم متتالية. قبل أن يعود ٳلى دورة الدرجة الثالثة سنة 2018.